# Poison Ivy: Cycle of Life and Death

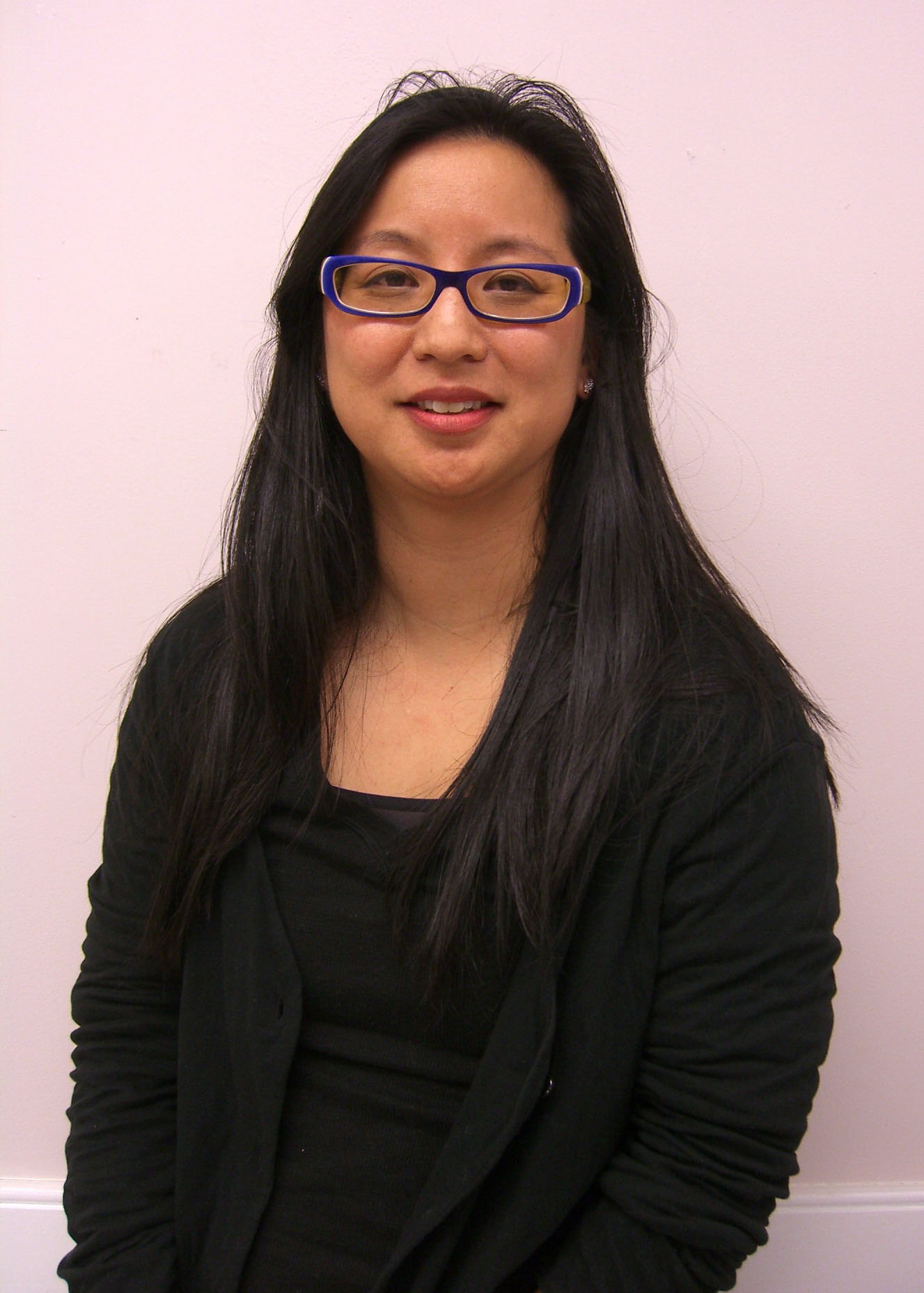
Эми Чу, сценарист серии

Poison Ivy: Cycle of Life and Death (с англ. — «Ядовитый Плющ: Цикл жизни и смерти») — ограниченная серия комиксов, состоящая из 6 выпусков, которую в 2016 году издавала компания DC Comics.

## Синопсис
Бывшая преступница Ядовитый Плющ возвращается к своей «человеческой жизни» в качестве доктора ботанических наук Памелы Айсли. У неё есть работа в Ботаническом саду Готэма, где она вместе со своим наставником доктором Луизой Крус исследует генетически модифицированные гибриды растений и животных. Новая работа Айсли приводит к разногласиям с её подругой Харли Квинн. Последняя расстроена тем, что работа Памелы отнимает всё её время. Круз умирает при загадочных обстоятельствах, а исследования Айсли исчезли. Вскоре после этого были обнаружены останки заведующего отделением доктора Эрика Гримли. Детективы начинают подозревать Памелу Айсли, не зная, что она Ядовитый Плющ. Айсли расследует смерти, заручившись поддержкой коллеги Даршана Бапны.

### Выпуски
| № | Дата выхода     | Кол-во страниц | Оценка на Comic Book Roundup    | Предполагаемый объём продаж (первый месяц) |
| - | --------------- | -------------- | ------------------------------- | ------------------------------------------ |
| 1 | 20 января 2016  | 32             | 7,1 из 10 на основе 31 рецензии | 31 351, позиция в Северной Америке — 62    |
| 2 | 17 февраля 2016 | 32             | 7,4 из 10 на основе 12 рецензий | 23 452, позиция в Северной Америке — 85    |
| 3 | 16 марта 2016   | 32             | 7,6 из 10 на основе 9 рецензий  | 22 812, позиция в Северной Америке — 85    |
| 4 | 20 апреля 2016  | 32             | 7,6 из 10 на основе 9 рецензий  | 22 504, позиция в Северной Америке — 90    |
| 5 | 18 мая 2016     | 32             | 7,9 из 10 на основе 6 рецензий  | 21 655, позиция в Северной Америке — 85    |
| 6 | 15 июня 2016    | 32             | 6,3 из 10 на основе 6 рецензий  | 21 806, позиция в Северной Америке — 99    |

### Сборники
| Название                            | Тип            | Дата выхода     | Собранный материал                       | Кол-во страниц | ISBN              | Предполагаемый объём продаж (первый месяц) |
| ----------------------------------- | -------------- | --------------- | ---------------------------------------- | -------------- | ----------------- | ------------------------------------------ |
| Poison Ivy: Cycle of Life and Death | Мягкая обложка | 7 сентября 2016 | Poison Ivy: Cycle of Life and Death #1-6 | 144            | 978-1-4012-6451-2 | 3 175, позиция в Северной Америке — 17     |

## Отзывы
На сайте Comic Book Roundup серия имеет оценку 7,3 из 10 на основе 73 рецензий. Рецензент из IGN дал первому выпуску 5,9 балла из 10 и посчитал, что реализация идеи «не совсем соответствует требованиям». Грег Макэлхаттон из Comic Book Resources, обозревая второй выпуск, в целом похвалил художников, отметив лишь некоторые проблемы. Пирс Лидон из Newsarama поставил дебютному выпуску оценку 5 из 10 и сказал, что ему нравится идея сделать Ядовитого Плюща главным героем, но подчеркнул, что это ставит создателей «под микроскоп» и «сейчас этот комикс не выдерживает критики». Его коллега Оскар Малтби был ещё более критичен к первому выпуску, дав ему 4 балла из 10 и написав, что у него «посредственный сценарий». Кей Хонда из ComicsVerse в целом положительна отнеслась к дебюту. Журналист из Comic Vine поставил первому выпуску 4 звезды из 5 и похвалил художников, также лишь отметив небольшую загвоздку, как Макэлхаттон из CBR.